# سلفادور فاسكيز
سلفادور فاسكيز (بالإسبانية: Salvador Vázquez)‏ (8 مايو 1985 في المكسيك - ) هو لاعب كرة قدم مكسيكي في مركز الوسط. لعب مع أتلانتي إف سي وCruz Azul Hidalgo ‏ وطوروس نيزا.

## وصلات خارجية
- سلفادور فاسكيز على موقع قاعدة بيانات كرة القدم.إي يو (الإنجليزية)